# Wankbahn
| Bergstation mit Sonnenalm |                                                                                 |
| Lage:                     | Garmisch-Partenkirchen BY D                                                     |
| Gebirge:                  | Estergebirge, Alpen                                                             |
| Gesamtlänge:              | 3.000 m                                                                         |
| Höhendifferenz:           | 1.010 m 740 m {\displaystyle \mathrm {\nearrow } } 1.750 m                      |
| Talstation:               | 47° 30′ 13,6″ N, 11° 6′ 24,7″ O                                                 |
| Mittelstation:            | 47° 30′ 5,9″ N, 11° 7′ 43,1″ O                                                  |
| Bergstation:              | 47° 30′ 26,7″ N, 11° 8′ 38,9″ O                                                 |
| Technische Daten          |                                                                                 |
| Dauer:                    | 18 Minuten                                                                      |
| Geschwindigkeit:          | max. 4,0 m/s                                                                    |
| Beförderungsleistung:     | 1.000 Personen/h und Richtung                                                   |
| Seilbahnstützen:          | 29                                                                              |
| Hintergrund               |                                                                                 |
| Besitzer:                 | Bayerische Zugspitzbahn Bergbahn AG, Garmisch-Partenkirchen Bayern, Deutschland |
| Eröffnung:                | 18. Dezember 1982                                                               |
| Kontakt:                  | zugspitze.de                                                                    |

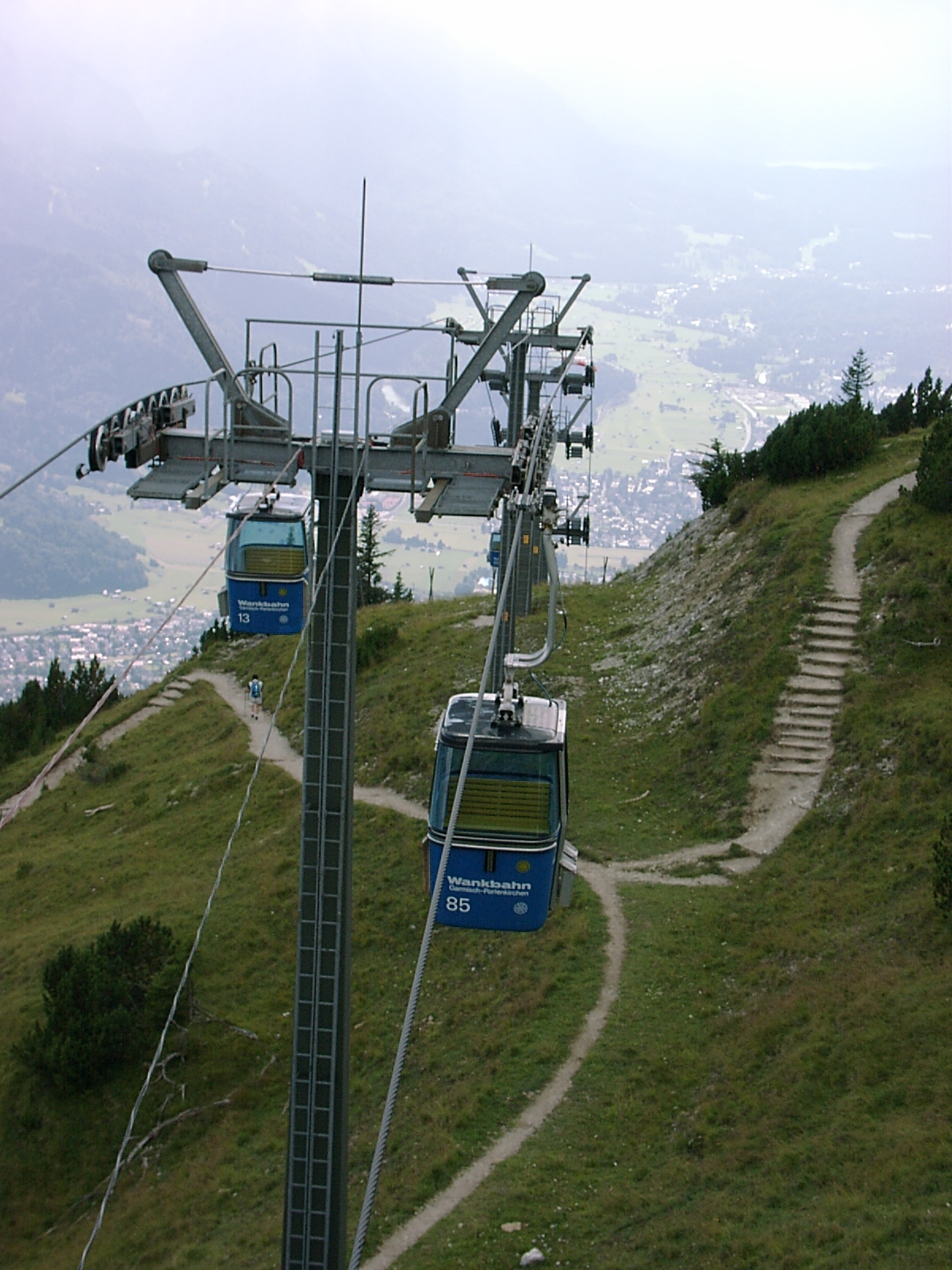
Wankbahn

Die Wankbahn ist eine Einseilumlaufbahn. Sie führt nordöstlich von Garmisch-Partenkirchen über die Mittelstation auf den 1780 m hohen Wank, einen Berg am Rande des Estergebirges. Der Wank eröffnet Besuchern einen Rundblick auf das Estergebirge, das Ammergebirge, das Karwendelgebirge und das Wettersteingebirge, hinunter auf Garmisch-Partenkirchen und ins Loisachtal bis an die Grenzen von München.

## Geschichte

### Wankbahn AG

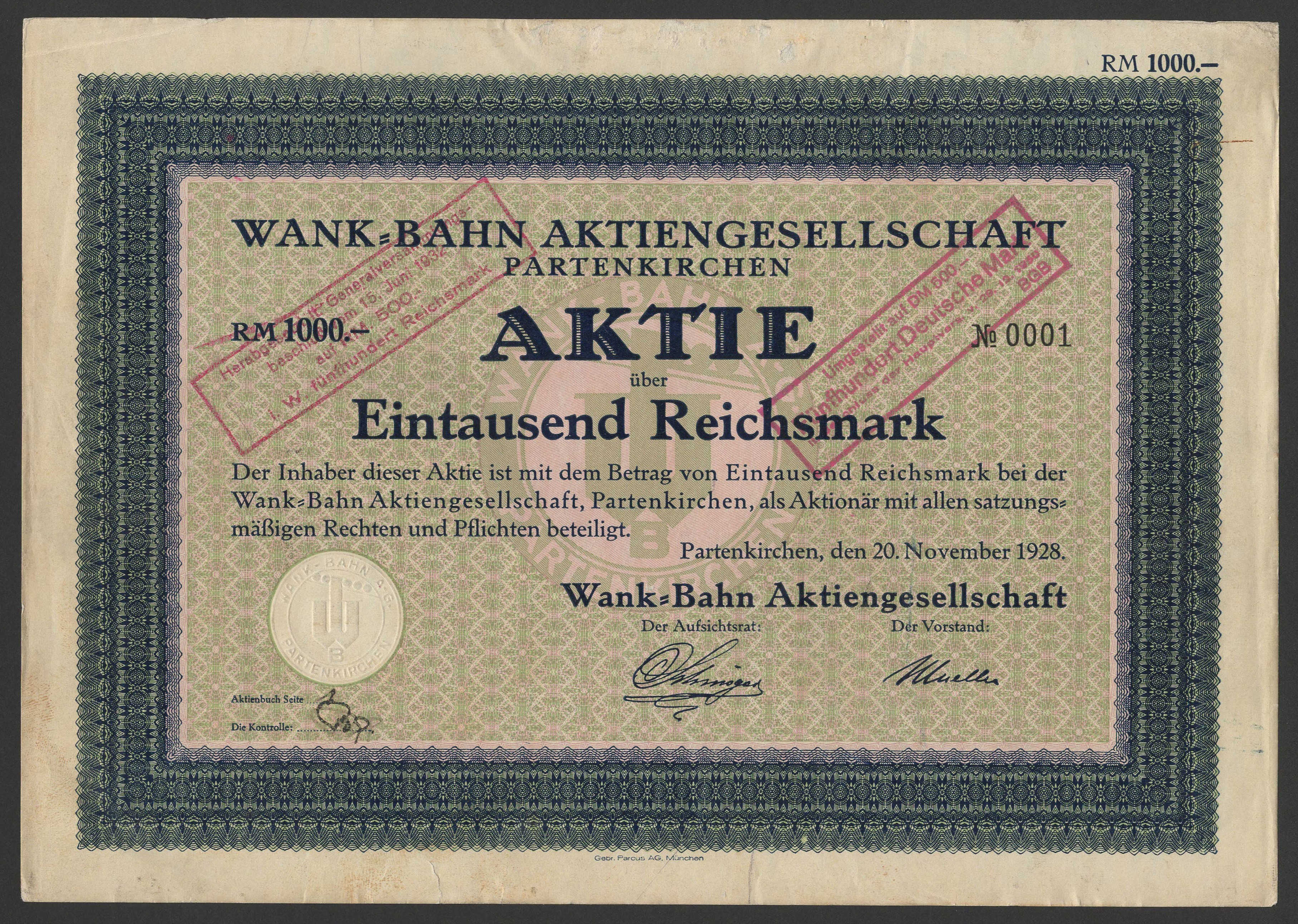
Gründeraktie der Wank-Bahn AG vom 20. November 1928

Die Wankbahn AG wurde am 26. Juli 1928 durch den damaligen Markt Partenkirchen gegründet, mit dem Ziel eine Pendelbahn von Partenkirchen auf den Wank zu bauen. Der erste Spatenstich erfolgte bereits am 15. Juli. Die von Adolf Bleichert & Co. erbaute Pendelbahn ging 4. Mai 1929 in Betrieb. Die Bahn hatte eine Beförderungsleistung von 125 Personen in der Stunde.
Im Jahr 1940 übergab die Gemeinde den Schlepplift am Hausberg der Wankbahn AG. 1956 errichtete die Wankbahn AG die Eckbauerbahn und 1969 die erste Hausbergbahn.
Nachdem Garmisch-Partenkirchen den Zuschlag für die Alpinen Skiweltmeisterschaften 1978 erhalten hatte, entstand am Wank ein Skigebiet mit zunächst drei Schlepplifte (Esterberg-, Roßwank- und Gipfellift); später wurde ein vierter Schlepplift (Gschwandlift) gebaut. Das Skigebiet sollte als Ersatzstrecke für den Riesentorlauf dienen.
Seit 1970 gab es Überlegungen für einen Neubau der Wankbahn, weil die bisherige Bahn der Nachfrage nicht mehr gewachsen war (Wartezeiten von bis zu zwei Stunden). Ein weiterer Nachteil der alten Wankbahn war die Lage der Talstation am Ortsrand von Partenkirchen: Wegen des Mangels an Parkplätzen kam es häufig zu Behinderungen im Ort. Diese Probleme wurden beim Bau der neuen Bahn berücksichtigt. Für den Bau der neuen Bahn wurde das Unternehmen PWH beauftragt. Die Kabinen stammen vom schweizerischen Hersteller De Giorgi aus Bern.
Die heutige Bahn wurde 1982 in Betrieb genommen.

### Bayerische Zugspitzbahn
Am 1. November 1998 wurde die Wankbahn AG mit der Bayerischen Zugspitzbahn AG zur Bayerischen Zugspitzbahn Bergbahn AG fusioniert. Kurze Zeit später wurde der Skibetrieb auf dem Wank aufgrund von rückgängiger Nachfrage eingestellt. Seither fungiert die Wankbahn, mit Ausnahme der Weihnachtsferien, in erster Linie als Sommerbahn.

## Technische Details
Die Bahn besteht aus zwei Sektionen, welche an der Mittelstation verknüpft sind. Die Kabinen durchlaufen beide Sektionen und bieten Platz für vier Personen. Es sind insgesamt 135 Kabinen vorhanden, die je nach Bedarf eingeschoben werden. Neben einer direkten Auffahrt von der Talstation zum Berg ist auch ein Aus- und Einstieg an der Mittelstation möglich.
Jede Sektion wird über einen eigenen Gleichstrommotor mit einer Leistung von jeweils 300 kW angetrieben, wobei beide in der Mittelstation installiert sind. Ebenfalls in der Mittelstation sind die beiden dieselbetriebenen Notantriebe mit einer Leistung von jeweils 109 kW untergebracht. Das umlaufende kombinierte Förder- und Tragseil hat einen Durchmesser von 36 mm.

## Angebot
In der Bergstation befindet sich die Sonnenalm, ein Bedienungsrestaurant mit Sonnenterrasse. Daneben befindet sich ein großer naturnaher Spielplatz. In unmittelbarer Nähe der Bergstation steht das Wankhaus der Sektion Garmisch-Partenkirchen des Deutschen Alpenvereins. In Gipfelnähe befinden sich fünf Startplätze für Gleitschirmflieger.
In der Talstation befindet sich das Wankstüberl; es wurde im Sommer 2022 wiedereröffnet.
Der Wank bietet viele Wandermöglichkeiten. Gut ausgebaute Wanderwege verbinden die Berg- und die Mittelstation der Wankbahn. Der 3 km lange Höhenterrainweg auf relativ ebenem Gelände ermöglicht es auch ungeübten Wanderern, das Gipfelplateau zu umrunden.
Seit Dezember 2021 betreibt die Bayerische Zugspitzbahn Bergbahn AG das Camp am Wank, einen Wohnmobilstellplatz unmittelbar neben der Talstation der Wankbahn.
Regelmäßig finden Veranstaltungen im Freien auf dem Wank statt, zum Beispiel das Bergfestival am Wank mit bis zu 3000 Besuchern im Jahre 2019 sowie das Wank unplugged am 24. Juli 2022.